# Edge Dub Monkeyz
Edge Dub Monkeyz（エッジダブモンキーズ）は、日本のEDMガールズグループ。所属レーベルはAK Tracks。所属事務所はエー・アンド・ケイ。

## 沿革
2014年、「ステレオ大阪（ステレオおおさか）」として活動を開始。9月15日に南堀江 Vedette Boiteで開催された、つばさミュージックスクール大阪校発表会「TMS Festival Vol.15」で田中彩友美、重本悠花、本母菜摘、菊田愛琴、山田由樹、小道杏奈がお披露目された。11月3日に初ワンマンライブを開催。
2015年4月12日、「Stereo Osaka」と改名するとともに、新メンバーとして藤原寿莉と青木詩絵が加入。EDMを取り入れ、「Stereo Tokyo」との合同ユニット「STEREO JAPAN」として、5月20日にBermuda Entertainment Japanよりシングル『Electron』でCDデビュー。7月31日にはミニアルバム『Anthem』をリリース。
2015年10月、路線の相違によりSTEREO JAPANから離脱し、Edge Dub Monkeyzに改名。お披露目は10月11日に大阪・大阪南港ATCホールで開催された「MUSIC CIRCUS'15」でのパフォーマンスとなった。
2015年12月27日のワンマンLIVE@DROPをもって、山田由樹がEdge Dub Monkeyzのマネージャー兼フィジカルトレーナーへと転身。
2016年5月29日の梅田CLUB QUATTROでの「猿フェス」にて、小道杏奈、本母菜摘が脱退すると発表されたが、当日のステージで本母菜摘が脱退を撤回した。また、菊田愛琴、青木詩絵、藤原寿莉の年少組3人によって結成されたエレクトロポップユニット・遊びの時間がお披露目された。
2016年11月3日、公式Twitterにて同年11月20日から始まるワンマンツアー初日をもって、菊田愛琴が脱退することが発表された。
2017年1月15日、公式Twitterにて同年2月11日に心斎橋DROPで開催のイベント「Star Diner＋」出演をもって、現メンバーでのライブ活動を一旦休止することが発表された。その後、新メンバーオーディションの開催が発表され、応募の受付も行われたが、その後の動きは一切報じられないまま、公式サイトは削除された。

### 活動休止後
重本悠花と小道杏奈は谷瞳とともに2017年9月にCRY SISを結成し、同年11月20日に梅田Zeelaで開催の「IDO-LIVE!!mode.29」より活動したが、重本は2019年1月20日に脱退、小道は2019年2月24日に脱退後、sui suiに加入。CRY SISは2019年5月29日解散。本母菜摘は2018年3月17日より、くぴぽに加入。菊田愛琴は2018年に開催された新生CoverGirlsオーディションに合格したが、学業等の事情により活動辞退。

## メンバー
| 氏名        | 読み            | 生年月日（年齢）       | メンバーカラー | パート        | 備考                          |
| ----------- | --------------- | ---------------------- | -------------- | ------------- | ----------------------------- |
| 田中 彩友美 | たなか さゆみ   | 1994年5月12日（30歳）  | ピンク         | SING/DANCE    |                               |
| 重本 悠花   | しげもと ゆうか | 1996年2月29日（29歳）  | ホワイト       | SING/DANCE    |                               |
| 本母 菜摘   | ほんぼ なつみ   | 1995年5月5日（29歳）   | ブルー         | SING/DANCE    |                               |
| 藤原 寿莉   | ふじわら じゅり | 2002年9月18日（22歳）  | イエロー       | SING/DANCE    | 遊びの時間、2015年4月12日加入 |
| 青木 詩絵   | あおき しえ     | 2003年10月21日（21歳） | グリーン       | DJ/SING/DANCE | 遊びの時間、2015年4月12日加入 |

### 旧メンバー
| 氏名      | 読み          | 生年月日（年齢）      | メンバーカラー | パート     | 備考                                                                  |
| --------- | ------------- | --------------------- | -------------- | ---------- | --------------------------------------------------------------------- |
| 山田 由樹 | やまだ ゆき   | 1991年9月13日（33歳） | オレンジ       | SING/DANCE | 2015年12月27日脱退 Edge Dub Monkeyzマネージャー兼フィジカルトレーナー |
| 小道 杏奈 | こみち あんな | 1994年3月28日（30歳） | パープル       | SING/DANCE | 2016年5月29日脱退                                                     |
| 菊田 愛琴 | きくた まこと | 2003年1月15日（22歳） | レッド         | SING/DANCE | 遊びの時間、2016年11月20日脱退                                        |

## ディスコグラフィー

### シングル
- 「EDGE DUB MONKEYZ」(2015年11月11日)

1. EDM DOLL（作詞：83-77、作曲：O-MAN & Radio Active）
2. THE PARTY type-0（作詞：83-77、作曲：52-010）

- 「SURVIVE」(2016年7月27日)

1. SURVIVE（作詞：83-77、作曲：Kenny Takasaki）
2. WALK（作詞：83-77、作曲：GACHA the matrix）

### ミニアルバム
- 「SAPE ON PARTY」(2016年3月9日)

1. SAPE ON（作詞：83-77、作曲：Tomonao Tanaka）
2. ブッコイマン（作詞：83-77、作曲：高原建造）
3. 芸者だんす（作詞：83-77、作曲：52-010）
4. 愛してた（作詞：83-77、作曲：O-MAN）
5. KIRAMIJA（作詞：83-77、作曲：52-010）
6. JUMP OUT（作詞：83-77、作曲：ALISA BEAT QUEEN）